# Dlouhý vrch (Verneřické středohoří)
Dlouhý vrch či Dlouhá hora je rozlehlý a z větší části zalesněný vrch v Českém středohoří, který se nachází asi 4 až 7 kilometrů severně od Litoměřic. Vrcholová část kopce, stejně jako jeho západní partie, náleží ke katastrálnímu území Lbín, východní svahy přísluší ke katastru Pohořany.

## Charakteristika
Masiv oplývá četnými tefritovými vrcholy s výskytem tufu na svých svazích. Na jižní straně masivu se nachází Křížová hora, která spolu se západněji ležícími vrchy Radobýl, Bídnice a Hradiště obklopuje město Litoměřice a obec Žitenice.
Pod západním úbočím Dlouhého vrchu pramení Pokratický potok, východní stranu odvodňuje potok Ploskovický. Na samotný vrchol nevede žádná turistická trasa, ale severně od něj se nachází rozcestí Dlouhý vrch a Dlouhý vrch – hřeben, kde se stýkají žlutě a modře značené stezky.